# Битка при Форум Галорум
Битката при Форум Галорум (на латински: Forum Gallorum) се състои на 14 или 15 април 43 пр.н.е. близо до Кастелфранко Емилия до днешна Модена в Горна Италия по време на Мутинската война. Сражението е част от римската гражданска война след убийството на диктатора Гай Юлий Цезар и се състои между Марк Антоний и сенатските легиони на Римската република с командири консулите Гай Вибий Панза Цетрониан (смъртно ранен в боя), Авъл Хирций и Октавиан Август. Завършва с успех на сенатската партия, а Марк Антоний се оттегля и е застрашен от обкръжаване.
Сервий Сулпиций Галба участва в битката като легат на победоносния Марслегион от ветерани на страната на Сената. Едно писмо на Галба, в което описва сражението е запазено в кореспонденцията на Цицерон.
- Марк Антоний
- Карта на бойните действия
- Карта на бойните действия в Модена